# Memo Remigi
Memo Remigi (Como, 27 de maio de 1938) é um cantor e compositor italiano.

## Carreira
Foi descoberto por Giovanni D'Anzi começou a atuar no início dos anos sessenta. Depois de vencer o "Festival da Canção de Liège", com “Oui, je sais”, em 1965 participou de um disco para o verão com a canção “Innamorati a Milano” que tornou-se seu grande sucesso como intérprete.
No Brasil, a canção mais conhecida é “…e un altro giorno se ne va”, lançada em 1979 e executada na novela Pai Herói.

## Discografia
- 1962 - Ti amo/Le tue lacrime (Karim, KN 123)
- 1962 - Il volto/Se due sposi si danno la mano (Karim, KN 134)
- 1962 - Come mai/Se te ne andrai (Karim, KN 136)
- 1962 - Non so chi sei/C'est la vie, c'est l'amour (Karim, KN 140)
- 1962 - Oui je sais/Non ci credo (Karim, KN 160)
- 1963 - Che cosa ci regala l'estate/Non ci credo (Karim, KN 186)
- 1963 - La botte/Eri un'abitudine (Karim, KN 188)
- 1965 - Quando torna la malinconia/Tanto io (Ri-Fi, RFN-NP 16-067)
- 1965 - Innamorati a Milano/Come se noi due (Ri-Fi, RFN-NP 16-095)
- 1966 - Io ti darò di più/C'era la notte (Ri-Fi, RFN-NP 16-127)
- 1966 - Mi credono povero/E tu? (Ri-Fi, RFN-NP 16-143)
- 1967 - E pensare che ti chiami Angela/Amore mio (Decca Records, FI-711)
- 1967 - Monamì/Il tuo passato (Carosello (Carosello, CI-20177)
- 1967 - Angelica/L'amore fra noi due (Carosello, CI-20180)
- 1967 - Cerchi nell'acqua/Vivere per vivere (Carosello, CI-20190)
- 1968 - Nessuno fa niente per niente/Nostalgia (Carosello, CI-20206)
- 1968 - Cosa c'è nel sole/Joanna (Carosello, CI-20216)
- 1969 - Una famiglia/Pronto… sono io (Carosello, CI-20220)
- 1969 - Un ragazzo una ragazza/Non dimenticar le mie parole (Carosello, CI-20240)
- 1970 - Libertà/Mi succede d'amare (Carosello, CI-20260)
- 1971 - Lo so che è stato amore/Tu sei qui (Carosello, CI-20288)
- 1972 - Se sei capace insegnami/Amore romantico (Carosello, CI-20319)
- 1973 - Il mondo è qui/Amare e poi scordare (Carosello, CI-20347)
- 1974 - Emme come Milano/Secondo te (Carosello, CI-20377)
- 1976 - Sarà stato il tempo/Quante (Carosello, CI-20407)
- 1977 - Basta prendo parto volo via…/Mistral (Carosello, CI-20437)
- 1977 - Torna a casa mamma/Dove sei cagnolino? (assieme al figlio Stefano) (Carosello, CI-20451)
- 1978 - E un altro giorno se ne va/Mi cercherai (Carosello, CI-20469)
- 1979 - Che tipo di topo/Gigio money]] (Carosello, CI-20476) (con Topo Gigio)
- 1979 - Quelli dell'arcobaleno/Quelli dell'arcobaleno (strumentale)(Carosello, CI-20480)
- 1981 - Gocce di luna/Salvami (Carosello, CI-20501)
- 1984 - Quando un amore nascerà/Un uomo tranquillo (Fonit Cetra, SP 1816)

## Filmografia
- 2019 - Se mi vuoi bene, direção de Fausto Brizzi